# Pachydactylus amoenus
Pachydactylus amoenus este o specie de șopârle din genul Pachydactylus, familia Gekkonidae, descrisă de Werner 1910. Conform Catalogue of Life specia Pachydactylus amoenus nu are subspecii cunoscute.